# Ján Ďuriš
Ján Ďuriš (* 22. dubna 1945) je slovenský kameraman.
Po studiu na pražské FAMU se kameramansky podílel na tvorbě dokumentárních a krátkých filmů. Jeho prvním hraným filmem, kterým debutoval v roce 1979, se stal snímek Jána Zemana Hra na tělo.
Jeho nejpozoruhodnější díla pocházejí ze spolupráce s režisérem Jurajem Jakubiskem. Práce na filmu Nejasná zpráva o konci světa byla na MFF v Montrealu oceněna cenou za kameru. Od září 2003 je vedoucím Ateliéru kameramanské tvorby a fotografie na VŠMU v Bratislavě (profesor od roku 2005).
Kromě hraného filmu se věnuje i televizní tvorbě. Získal slovenské kulturní ocenění Křišťálové křídlo.

## Filmografie
- 1979 Hra na tělo
- 1980 Citová výchova jedné Dášy
- 1981 Súdim ťa láskou
- 1982 Kočka
- 1982 Na konci dálnice
- 1983 Čtvrtý rozměr
- 1984 Lampáš malého plavčíka
- 1985 Kára plná bolesti
- 1987 O živé vodě
- 1987 Pehavý Max a strašidlá
- 1988 Nebojsa
- 1997 Nejasná zpráva o konci světa
- 2001 Dážď padá na naše duše
- 2003 Zostane to medzi nami
- 2003 Pokrvné vzťahy
- 2004 Post Coitum
- 2008 Bathory
- 2008 Cinka Panna